# 中国人民解放军空军后勤部
中国人民解放军空军后勤部，位于北京市东城区宝钞胡同99号院，是中国人民解放军空军机关职能部门。

## 沿革
1949年11月11日，中央军委电令宣布：中国人民解放军空军司令部成立，军委航空局即行撤销，原军委航空局所有人员及业务工作全部移交中国人民解放军空军司令部。经中央军委批准，空军领导机关设司令部、政治部、训练部、工程部、后勤部共5个部。不久，空军司令员刘亚楼提出空军领率机关的组织原则和组织系统表，经毛泽东批准，首先建立司令部（起初称参谋部）、政治部、训练部、工程部；后勤部和干部部因第十四兵团无相应机构，故暂缺。经中央军委批准，1950年1月，中国人民解放军第四野战军后勤部第六分部改编为中国人民解放军空军后勤部。1950年4月22日任命谷广善为部长（原中国人民解放军第四野战军后勤部运输部部长）、杨尚儒为政治委員（原中国人民解放军第四野战军后勤部第二分部部长）、石忠汉为第二部长（原中国人民解放军第四野战军后勤部第六分部部长）。
2016年，在深化国防和军队改革中，调整组建新的中国人民解放军空军后勤部。

## 机构设置
- 财务局[2]
- 卫生局[3]
- 运输投送局[4]
- 军事设施建设局[5]
- 采购供应局
- 机场保障局[6]
  - 场务保障处

……
办事处
- 驻武汉办事处[7]

……
直属单位
- 中国人民解放军空军特色医学中心
- 中国人民解放军空军疾病预防控制中心
- 中国人民解放军空军航空医学研究所

……

## 历任领导
| 中国人民解放军空军后勤部部长 - 杨尚儒（1949年11月—1950年4月，第一部长） - 石忠汉（1949年11月—1954年2月，第二部长） - 谷广善（1950年4月—1954年2月） - 石忠汉 少将（1954年2月—1962年10月） - 漆远渥 少将（1962年10月—1967年2月） - 何振亚（1968年12月—1971年10月，兼任） - 刘忍（1975年8月—1978年2月） - 黄永贵（1979年1月—1987年1月） - 王钟琦 空军少将（1987年1月—1990年6月） - 杨德春 空军少将（1990年6月—1995年5月） - 张东盛 空军少将（1995年5月—2000年12月） - 李买富 空军少将（2000年12月—2003年7月） - 胡传炎 空军少将（2003年7月—2007年9月） - 朱洪达 空军少将（2007年9月—2014年12月） - 郑学祥 空军少将（2014年12月—） | 中国人民解放军空军后勤部政治委员 - 杨尚儒 少将（1949年11月—1950年4月，部长兼；1950年4月—1962年2月） - 石忠汉 少将（1962年10月—1967年3月） - 廖冠贤（1969年12月—1972年8月，兼任） - 杨大伦（1972年8月—1978年1月） - 石忠汉（1975年9月—1981年8月） - 赵昭（1978年1月—1982年5月，第二政治委员；1982年5月—1987年1月，政治委员） - 宫传荣 空军少将（1987年9月—1990年7月） - 王秀川 空军少将（1990年7月—1993年6月） - 蒲荣祥 空军少将（1993年6月—1997年11月） - 彭国祥 空军少将（1997年12月—2003年7月） - 曾庆源 空军少将（2003年7月—2010年） - 林红松 空军少将（2010年—2011年6月） - 刘健 空军少将（2011年6月—2012年7月） - 张家军 空军少将（2012年8月—） |

| 中国人民解放军空军后勤部副部长 - 游胜华（1950年4月—1951年11月） - 刘放 少将（1954年6月—？） - 李雪炎 大校（1954年6月—1958年10月） - 刘忍 少将（1954年6月—1975年8月） - 王建中 大校（1958年10月—？） - 段士楷 少将（1958年10月—？） - 李生平 大校（1958年10月—？） - 李长暐 少将（1961年9月任命，未到职） - 李雪炎 少将（1963年2月—1968年5月） - 林震（1965年9月—？） - 王央公（1969年12月—1976年5月） - 丁仲（1973年2月—？） - 李雪炎（1975年8月—？） - 宗书阁（1975年9月—？） - 周连生 空军少将（1985年8月—1993年12月） - 张世杰 空军少将（1990年6月—1995年7月） - 朱金龙 空军少将（1993年12月—1998年12月） - 雷保国 空军少将（1994年4月—2005年12月） - 李志刚 空军少将（1995年7月—2001年7月） - 段西忠 空军少将（1995年7月—2000年12月） - 曾庆源 空军少将（1996年12月—2003年7月） - 乔泰阳 空军少将（1998年7月—2006年11月） - 胡传炎 空军少将（2001年7月—2003年7月） - 王国明 空军少将（2004年1月—2008年7月） - 汝战国 空军少将（2005年12月—？） - 楚军 空军少将（2007年12月—？） - 倪振贤 空军少将（2007年—？） - 李建军 空军少将（2008年5月—？） - 李秀兴 空军少将（2009年8月—？） - 龚德安 空军少将（2012年—） - 龚振 空军少将（2013年7月—2014年12月） - 高军 空军少将（2014年—2016年） - 姚焕忠 空军少将（2014年—） | 中国人民解放军空军后勤部副政治委员 - 王建中 大校（1952年10月—1954年6月） - 周彬 少将（1954年6月—1962年5月） - 龚友源 大校（1960年1月—1967年5月） - 戚先初（1966年5月—1971年10月） - 魏锦国（1975年9月—？） - 张国治 空军少将（1990年6月—1995年7月） - 巩怀书 空军少将（？—？） - 李世平 空军少将（2002年6月—？） - 李金榜 空军少将（2003年12月—2006年12月） - 于庆志 空军少将（2006年12月—？） 中国人民解放军空军后勤部顾问 - 王建中（1977年2月—1983年3月） - 李生平（？—？） - 林震（？—？） - 李雪炎（？—？） |